# غورهام (نيوهامشير)
غورهام (بالإنجليزية: Gorham, New Hampshire)‏ هي بلدة أمريكية تقع في الولايات المتحدة في مقاطعة كوس (نيوهامشير). يقدر عدد سكانها بـ 2,848 نسمة ومساحتها 83.7 كم2 ووترتفع عن سطح البحر 242 متر.

## معرض صور

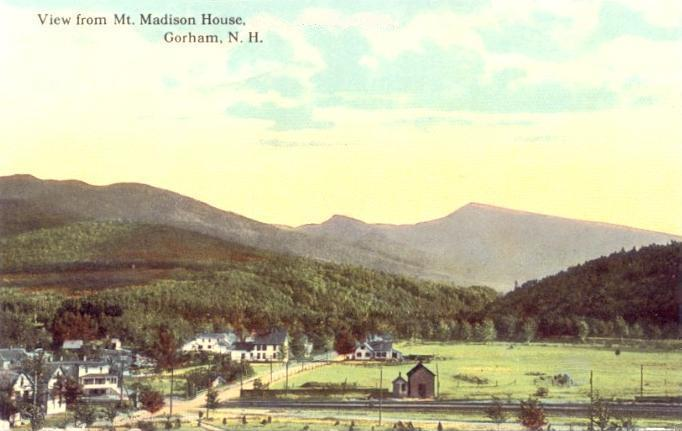
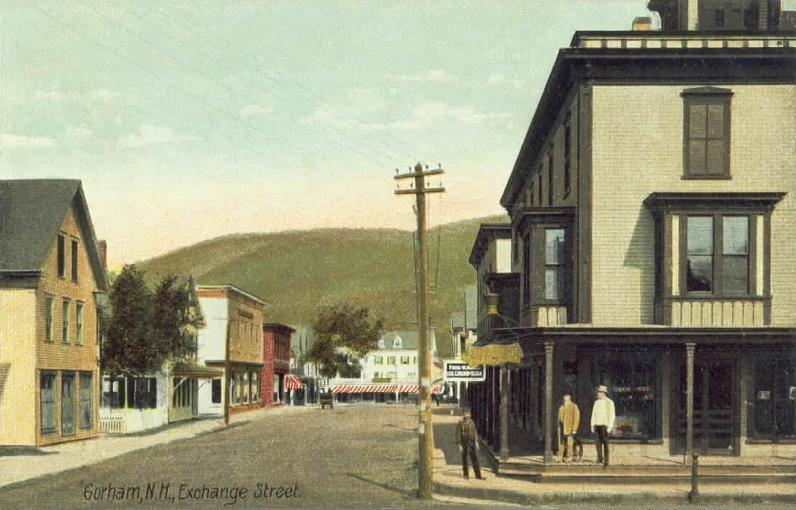
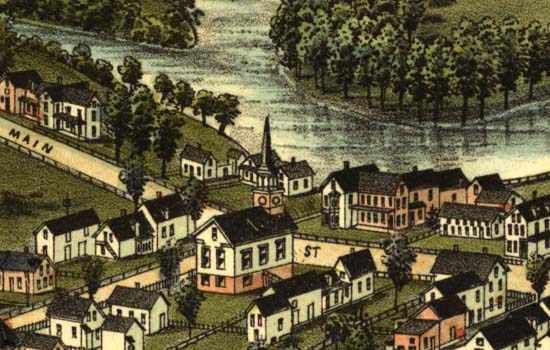
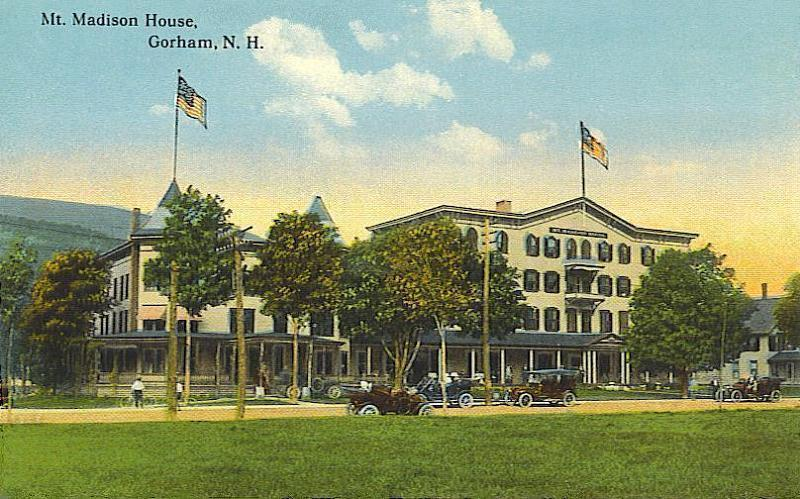
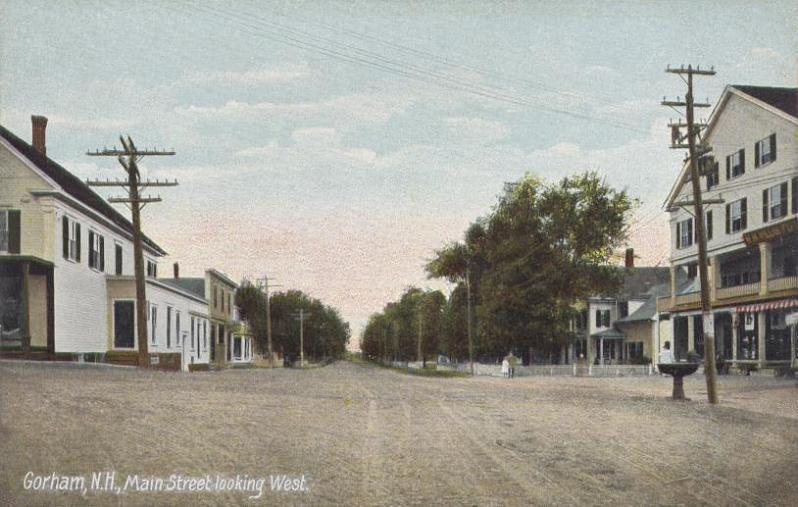